# Heriades ornaticornis
Heriades ornaticornis är en biart som beskrevs av Cockerell 1936. Heriades ornaticornis ingår i släktet väggbin, och familjen buksamlarbin. Inga underarter finns listade i Catalogue of Life.